# 烏斯季伊希姆區

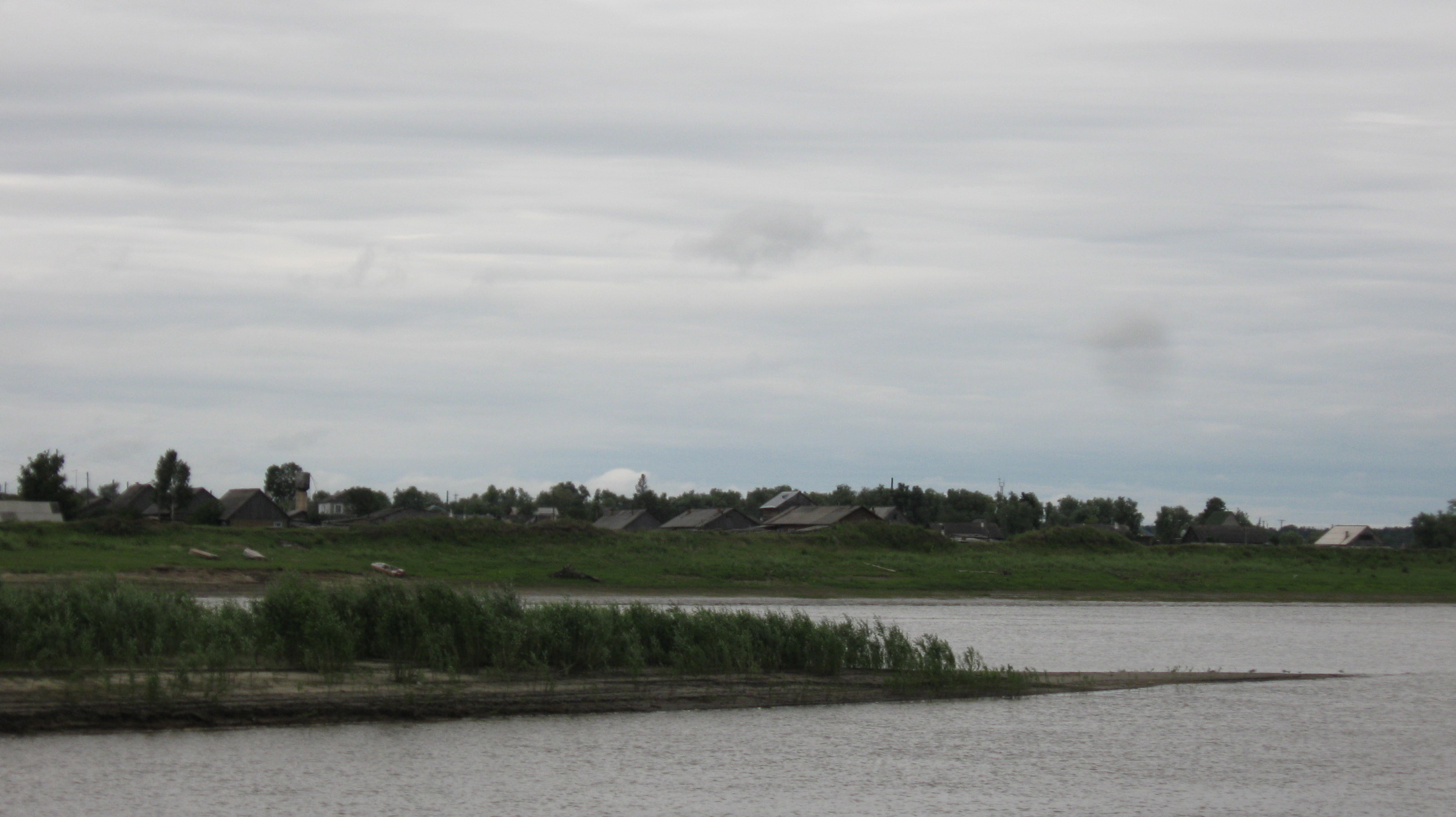

57°41′40″N 71°10′15″E / 57.69444°N 71.17083°E
烏斯季伊希姆區（俄语：Усть-Ишимский район），是俄羅斯的一個區，位於該國西南部，由鄂木斯克州負責管轄，面積7,900平方公里，2010年人口13,480，人口密度每平方公里1.71人。